# Calamodontophis paucidens
Calamodontophis paucidens е вид змия от семейство Смокообразни (Colubridae). Видът е уязвим и сериозно застрашен от изчезване.

## Разпространение и местообитание
Разпространен е в Бразилия и Уругвай.
Обитава райони с тропически и субтропичен климат, градски местности и ливади.

## Описание
Популацията на вида е намаляваща.